# Froso Tarasidu
Froso Tarasidu (* 8. června 1955 Třinec) je česká zpěvačka řeckého původu.
Narodila se řeckým emigrantům, kteří odešli z Řecka po občanské válce. Od malička zpívala v různách souborech. Po studiu gymnázia v Třinci odešla do Brna, kde začala spolupracovat s československým rozhlasem. Spolupracovala také se skupinami Thermopyly, Ex libris, triem Bodlák a dalšími. V letech 1978 až 1982 byla členkou Orchestru Gustava Broma se kterým vystupovala i v zahraničí.
V roce 1982 se jí narodil syn Karel a v roce 1990 dcera Alexandra. Po roce 1990 si doplnila pedagogické vzdělání a od roku 1995 pracuje ve školství. Pracuje ve školní družině MŠ a ZŠ náměstí Svornosti 7 v Brně. Nadále zpívá na různých kulturních akcích. Dodnes otevřeně podporuje KSČM.

## Sólová diskografie
- Písně z řecké taverny (2000)
- Řecké vzpomínky (2003)